# Gymnometopina magna
Gymnometopina magna är en tvåvingeart som beskrevs av Allen L.Norrbom 1987. Gymnometopina magna ingår i släktet Gymnometopina och familjen hoppflugor. Inga underarter finns listade i Catalogue of Life.